# Niu Lijie
Niu Lijie (chinesisch 牛丽杰 Niú Lìjié; * 12. April 1969 in Changchun) ist eine ehemalige chinesische Fußballspielerin.

## Karriere

### Klub
In ihrer Heimat spielte sie zumindest zur Zeit der Olympischen Sommerspiele 1996 bei Changchun Yatai.

### Nationalmannschaft
Sie gehörte mit zu den ersten Spielerinnen der chinesischen A-Nationalmannschaft. Bereits bei der Asienmeisterschaft 1986 war sie mit im Kader dabei und wurde bei diesem Turnier mit 11 Toren die Torschützenkönigin. Weiter gewann sie mit ihrer Mannschaft dieses Turnier auch. Danach gehörte sie auch zum Kader der Mannschaft bei den Weltmeisterschaften 1991 und 1995. Ihr letztes Turnier war am Ende das bei den Olympischen Spielen 1996, wo sie mit ihrer Mannschaft noch die Silber-Medaille gewann.